# Đá Núi Le
Đá Núi Le (tiếng Anh: Cornwallis South Reef; tiếng Filipino: Osmeña; tiếng Trung: 南华礁; bính âm: Nánhuá jiāo, Hán-Việt: Nam Hoa tiêu) là một rạn san hô vòng thuộc cụm Trường Sa của quần đảo Trường Sa. Đá Núi Le cách đảo Trường Sa 134 hải lý (248 km) về phía đông, cách đá Tiên Nữ 27 hải lý (50 km) về phía tây-tây nam.
Đá Núi Le là đối tượng tranh chấp giữa Việt Nam, Đài Loan, Philippines và Trung Quốc. Việt Nam kiểm soát đá này từ ngày 28 tháng 2 năm 1988. Đá Núi Le được quản lý như một phần của thị trấn Trường Sa, huyện Trường Sa, tỉnh Khánh Hòa.

## Đặc điểm

### Địa lý
Bản đồ hành chính đều thể hiện danh từ riêng là Núi Le còn danh từ chung để mô tả thực thể là đá (reef). Về bản chất địa lý, đá Núi Le không phải là một đảo mà là rạn san hô vòng.
Rạn san hô này trải dài theo trục bắc-nam với chiều dài khoảng 9 km và chiều rộng khoảng 3,5 km. Khi thủy triều xuống thấp nhất thì rải rác có những chỗ nhô lên khỏi mặt nước. Tổng diện tích của rạn vòng này là khoảng 34 km² trong đó nền san hô là 22.3 km² và diện tích vụng biển 11.7 km².

### Công trình nhân tạo
Hải quân Việt Nam ban đầu đóng quân tại 2 tiền đồn trên đá Núi Le, được đặt tên là Đảo Núi Le A, B; có tọa độ địa lý cụ thể là (tọa độ trong ngoặc là tọa độ ghi trên bia chủ quyền):
- Đảo Núi Le A (ở tây nam của đá Núi Le): 8°41′49″B 114°10′19″Đ / 8,69694°B 114,17194°Đ (8°43′0″B 114°10′0″Đ / 8,71667°B 114,16667°Đ): ban đầu gồm 2 nhà lâu và một nhà văn hóa đa năng (do ngành Ngân hàng Việt Nam tài trợ, công trình hoàn thành vào tháng 12 năm 2014[7]). Từ tháng 6 năm 2025, điểm Núi Le A bắt đầu được bồi đắp.
- Đảo Núi Le B (ở phía bắc của đá Núi Le): 8°44′51″B 114°10′46″Đ / 8,7475°B 114,17944°Đ (8°41′50″B 114°10′18″Đ / 8,69722°B 114,17167°Đ): ban đầu gồm một nhà lâu nối với một nhà văn hóa đa năng (khánh thành năm 2022[8]). Từ đầu tháng 11 năm 2024, Việt Nam bắt đầu bồi đắp điểm Núi Le B.

Việt Nam đã mở hai luồng vào vụng biển và bồi đắp thêm hai bãi đất nổi khác với tổng cộng diện tích khoảng 1,69 ha. Các công trình bồi đắp này đã bị tàn phá bởi siêu bão Melor vào tháng 12 năm 2015 và diện tích sau đó còn lại khoảng 0,9 ha. Từ cuối tháng 10 năm 2022, Việt Nam quay trở lại bồi đắp bãi nổi gần luồng vào phía tây nam rạn san hô: 
- Đảo Núi Le C[10] (ở phía tây nam đá Núi Le, cách Núi Le A khoảng 1.3 km và Núi Le B 7 km về phía nam) có tọa độ địa lý 8°40′58,9″B 114°10′33,8″Đ / 8,66667°B 114,16667°Đ. Đây là một đảo nhân tạo có diện tích khoảng 5 ha, dài 365 m, rộng 155 m.

## Lịch sử
Thực hiện chiến dịch CQ-88, ngày 28/02/1988, Hải quân Việt Nam điều tàu HQ633 đưa lực lượng công binh và vật liệu ra xây dựng nhà cao chân tại đá Núi Le. 
Ngày 23/3/1988, việc xây dựng nhà cao chân hoàn tất và chuyển giao cho lực lượng bảo vệ đảo. Sau đó, công binh tiếp tục tiến hành xây dựng nhà cấp 2 và đưa ra thêm 1 pông tông.
Đến năm 1997, lực lượng công binh tiếp tục xây dựng nhà lâu bền ở điểm Núi Le A và năm 2001 xây dựng nhà lâu bền ở điểm Núi Le B cách đó khoảng 4km.